# Saint-Geniez-d'Olt
Saint-Geniez-d'Olt (en occitano Sent Ginièis d'Òlt) era una comuna francesa situada en el departamento de Aveyron de la región de Occitania, que el 1 de enero de 2016 pasó a ser una comuna delegada de la comuna nueva de Saint-Geniez-d'Olt-et-d'Aubrac al fusionarse con la comuna de Aurelle-Verlac.

## Demografía
| Gráfica de evolución demográfica de Saint-Geniez-d'Olt entre 1800 y 2014 |
|                                                                          |

Los datos demográficos contemplados en este gráfico de la comuna de Saint-Geniez-d'Olt se han cogido de 1800 a 1999 de la página francesa EHESS/Cassini, y los demás datos de la página del INSEE.